# Бефирадол
Бефирадол (F-13,640; NLX-112) — это весьма высокопотентный и высокоселективный агонист 5-HT1A-рецепторов. Он имеет мощные анальгетические свойства, а также способность уменьшать или предотвращать развитие аллодинии и нейропатических болей, сравнимые с опиоидами, однако с меньшими побочными эффектами и с очень малым или отсутствующим потенциалом для развития наркотической зависимости.
Исследование SAR показало, что замещение дигалофенильного радикала 3-бензотиенильным ещё больше повышает максимальную фармакологическую эффективность на величину от 84 % to 124 % от исходной (Ki=2.7 nM).
Бефирадол был открыт французской фармацевтической компанией Pierre Fabre Médicament. В сентябре 2013 эта компания перепродала права на бефирадол компании Neurolixis, находящейся в Калифорнии. Фирма Neurolixis решила репозиционировать бефирадол как средство лечения вызванных леводопой дискинезий при болезни Паркинсона.